# Спасский монастырь (Верея)
Спасский (Спасо-Входской, Спасо-Входский, Спасовходъиерусалимский) монастырь — упраздненный православный монастырь, располагавшийся неподалёку от города Вереи в XVI—XVIII веках. Встречается написание с двумя буквами «с» в слове Спас (например, Спассо-Входский или Спассвходский).

## История

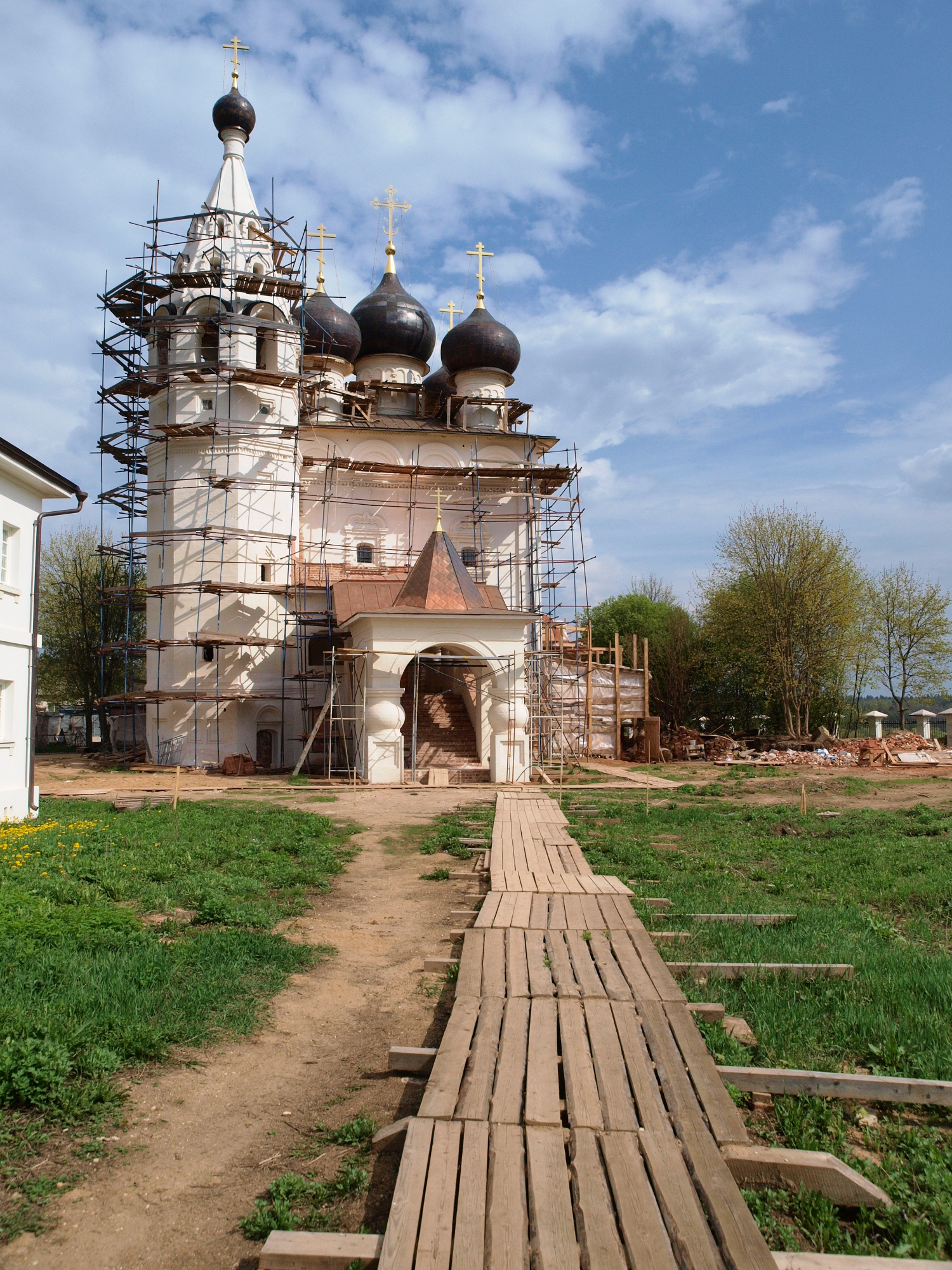
Реставрация Входоиерусалимского храма

Основан в XVI веке. В письменных источниках впервые упоминается в 1627 году строитель монастыря (Игумен) Корнилий, затем Антоний.
В 1677—1679 годах на территории монастыря выстроено новое здание главного Входоиерусалимского храма (об этом сообщает доска, вмазанная в западный фасад храма), которое сохранилось до наших дней. Это характерный для московского зодчества того времени пятиглавый кирпичный храм на подклете с шатровой колокольней у северо-западного угла. Известно, что вторая церковь монастыря — Покровская — была деревянной.
В подклете в 1750 году устроен теплый Покровский придел. В 1764 году монастырь был закрыт указом Екатерины II. Приблизительно в 1886 году разобрано южное крыльцо Входоиерусалимского храма.
Другие сохранившиеся постройки — Святые ворота и служебное здание при храме, построенные уже после закрытия монастыря.
Храм был закрыт не позже 1930-х годов, в 1960-х отреставрирован, однако затем заброшен и к 1990-м годам был в полуразрушенном состоянии. Возвращен церкви в 2000 году и с 2008 по 2013 годы активно реставрировался. В настоящее время полностью восстановлен.